# Lycée Victor-Hugo (Poitiers)
Pour les articles homonymes, voir Lycée Victor-Hugo.
Le lycée Victor-Hugo de Poitiers est un lycée de la région Nouvelle-Aquitaine.

## Présentation
C'est un lycée qui développe l'aspect écologique : des poubelles de tri sélectif sont installées dans l'établissement, ainsi que dans les salles de cours. Des lampadaires fonctionnant à l'énergie solaire sont également installés dans la cour. Depuis septembre 2008, des panneaux photovoltaïques sont équipés sur un toit du lycée. 
Ce lycée a subi des travaux de rénovations de 2001 à 2005. Le 12 janvier 2007, Ségolène Royal, la présidente du conseil régional de Poitou-Charentes, est venue dans ce lycée pour inaugurer la fin des travaux et faire un discours. Elle est y également venue le 1er octobre 2004[réf. nécessaire].

## Histoire
Le lycée Victor-Hugo était auparavant un lycée de jeunes filles (fondé en 1921), où France Bloch-Sérazin a étudié. La salle polyvalente du lycée porte d’ailleurs son nom.

## Classement du lycée
En 2015, le lycée se classe 12e sur 14 au niveau départemental quant à la qualité d'enseignement, et 1862e au niveau national. Le classement s'établit sur trois critères : le taux de réussite au bac, la proportion d'élèves de première qui obtient le baccalauréat en ayant fait les deux dernières années de leur scolarité dans l'établissement, et la « valeur ajoutée » (calculée à partir de l'origine sociale des élèves, de leur âge et de leurs résultats au diplôme national du brevet).

## Filières
Le lycée propose un enseignement général ainsi que les filières technologiques STMG et S2TMD. Le lycée Victor-Hugo est situé dans le centre-ville de Poitiers. Il est l'unique établissement de l'académie de Poitiers à proposer la formation innovante bi-nationale Esabac, qui consiste en la délivrance d'un Baccalauréat classique auquel s'ajoute l'Esame di Stato italien, son équivalent italien, permettant la poursuite des études post-bac à l'étranger. Le lycée propose aussi une section européenne espagnol. 
Dans le cadre du nouveau BAC 2021 l'établissement propose en filière générale les spécialités suivantes :
- Histoire géographie, géopolitique et sciences politiques ;
- Humanités, littérature et philosophie ;
- Langues, littératures et cultures étrangères; Anglais, Espagnol et Allemand ;
- Littérature, langues et cultures de l’Antiquité ;
- Mathématiques ;
- Sciences économiques et sociales ;
- Physique chimie ;
- Sciences et Vie de la Terre ;
- Art : Musique.

En plus des spécialités plusieurs options sont proposées :
- Arabe
- Musique
- Droit et grands enjeux du monde contemporain
- Mathématiques complémentaires
- Mathématiques expertes

## Personnalités liées
- Olivier Andurand, historien
- Léonore Moncond'huy (née en 1990), première mairesse de Poitiers, élue en 2020
- Alain Quella-Villéger (né en 1955), historien
- Franck Ferrand, homme de télévision
- Margherita Davico, gagnante de The Voice saison 10, en 2021